# Cha-Cha
Een Cha-Cha is een chocoladereep die onder de Kraft Foods-merknaam LU geproduceerd wordt. Het product werd voor het eerst in 1959 op de markt gebracht door Biscuits Parein

## Historie
In 1959 vond Paul Parein in Antwerpen een nieuwe wafel uit. Zijn zoon Louis nam voor die tijd een revolutionaire strategie aan: hij besloot zijn producten originele, unieke en internationaal registreerbare namen te geven. Omdat de chachacha en twist dansen in de mode waren, koos Louis ervoor om de wafel "Cha-Cha" te noemen.

## Productiegegevens
Cha-Cha wordt  reeds meer dan 50 jaar gemaakt in de vestiging in Herentals. In 2006 werd er 1400 ton Cha-Cha geproduceerd. Het product is hoofdzakelijk voor de Benelux bestemd.

## De chocoladereep
Een Cha-Cha bestaat uit een met karamel gevulde wafel omhuld met een laagje melkchocolade. Een reep weegt 27 gram en bevat 537 kilojoule (in oude eenheden: 128 kilocalorieën).